# Municipio de Copanatoyac
El municipio de Copanatoyac es uno de los 85 municipios que conforman el estado de Guerrero. La cabecera del municipio es la localidad de Copanatoyac.

## Toponimia
El nombre «Copanatoyac» proviene del náhuatl y se interpreta como "copal en el río" o "arriba del río" según otras versiones.
El Gran Diccionario Náhuatl señala que la palabra atoyac significa “rio”.

## Geografía
El municipio integra la Región de La Montaña, y se extiende entre 1100 y 2900 m s. n. m. de altitud.
Sus coordenadas geográficas extremas son 98°50'20.04" W - 98°34'55.92" W de longitud oeste y 17°20'02.76" N - 17°32'31.20" N de latitud norte.
Copanatoyac tiene una superficie aproximada de 307.5 km². Limita al este con el municipio de Xalpatláhuac, al noroeste con el municipio de Atlixtac, al norte con el municipio de Tlapa de Comonfort, al oeste con el municipio de Zapotitlán Tablas, al sur con el municipio de Malinaltepec, al sureste con el municipio de Atlamajalcingo del Monte y al suroeste con el municipio de Tlacoapa.
Según la clasificación climática de Köppen, el clima corresponde al tipo Aw - Tropical seco.
La totalidad de la superficie del municipio está incluida dentro de la Sierra Madre del Sur. Las principales elevaciones son los cerros Yelotepec, Zopilotepec y Sombrerito.

El recurso hídrico del municipio se basa en el río Tlapaneco y varios arroyos y manantiales permanentes.

## Demografía
De acuerdo a los resultados del Censo de Población y Vivienda de 2020 realizado por el Instituto Nacional de Estadística y Geografía, la población total del municipio es de 21 648 habitantes, lo que representa un crecimiento promedio de 1.4% anual en el período 2010-2020 sobre la base de los 18 855 habitantes registrados en el censo anterior. Al año 2020 la densidad del municipio era de 70,6 hab/km².
| Gráfica de evolución demográfica de Municipio de Copanatoyac entre 2000 y 2020 |
|                                                                                |
| Fuente: Instituto Nacional de Estadística Geografía e Informática              |

El 46.3% de los habitantes eran hombres y el 53.7% eran mujeres. El 70.1% de los habitantes mayores de 15 años (9292 personas) estaba alfabetizado. 

El 97% de la población, (21 006 personas), es indígena. Las lenguas indígenas con mayor número de hablantes son las mixtecas, zapotecas, mazahua, mixe, náhuatl y tlapaneco.
En el año 2010 estaba clasificado como un municipio de grado muy alto de vulnerabilidad social, con el 61.23% de su población en estado de pobreza extrema. Según los datos obtenidos en el censo de 2020, la situación de pobreza extrema afectaba al 61.7% de la población (13 811 personas).

### Localidades
En el censo de 2020 el municipio de Copanatoyac contaba con 56 localidades.
| Código INEGI      | Localidad         | Población (2020) |
| ----------------- | ----------------- | ---------------- |
| 120200001         | Copanatoyac       | 3 435            |
| 120200006         | Ocotequila        | 1 564            |
| 120200063         | Santa Anita       | 1 364            |
| 120200007         | Ocoapa            | 1 227            |
| 120200009         | Patlicha          | 1 210            |
| 120200015         | Tlalquetzalapa    | 1 046            |
| Otras localidades | Otras localidades | 11 802           |
| Total municipal   | Total municipal   | 21 648           |

## Salud y educación
En 2010 el municipio tenía un total de 15 unidades de atención de la salud, con 18 personas como personal médico. Existían 38 escuelas de nivel preescolar, 42 primarias, 7 secundarias, 2 bachilleratos y 41 escuelas primarias indígenas.

## Actividades económicas
Según el número de unidades destinadas a cada sector, las principales actividades económicas del municipio son el comercio minorista, la elaboración de productos manufacturados y, en menor escala, la prestación de servicios de alojamiento temporal y preparación de alimentos y bebidas.

## Atractivos culturales y turísticos
Por su valor arquitectónico, se destaca la Parroquia de San Pedro Apóstol, en la cabecera municipal. En cercanías de la localidad de Ocoapa, se encuentra una cueva o refugio con pinturas rupestres de estilo olmeca.